# Mesostephanus appendiculatoides
Mesostephanus appendiculatoides är en plattmaskart. Mesostephanus appendiculatoides ingår i släktet Mesostephanus och familjen Cyathocotylidae. Inga underarter finns listade i Catalogue of Life.